# David Muñoz
David Muñoz Bañón (Elche, 9 de junho de 1979) é um exciclista profissional espanhol.
Estreiou como profissional no ano 2001 com a equipa KELME-Costa Blanca. Pôs final a sua trajetória profissional na temporada de 2007 na equipa Fuerteventura-Canarias.

## Palmarés
- 2002
  - 1 etapa da Volta a Portugal
- 3.º na geral do Tour de l'Avenir.

- 2006
  - 1 etapa do Giro do Trentino

## Equipas
- - KELME-Costa Blanca (2001-2003)
  - Comunidade Valenciana (2004-2006)
  - Fuerteventura-Canarias (2007)